# Micropterix aureocapilla
Micropterix aureocapilla és una espècie d'arna de la família Micropterigidae. Va ser descrita per Heath l'any 1986.
Només s'ha trobat (és endèmica) a  El Hadjar Algèria.